# James S. Brisbin
Pour les articles homonymes, voir Brisbin.
James Sanks Brisbin (23 mai 1837 - 14 janvier 1892) est un enseignant, homme de loi, et soldat américain. Créateur du premier régiment de cavalerie composé uniquement de soldats afro-américains (le fameux 5e United States Colored Cavalry, fleuron des United States Colored Troops, « Troupes Noires des États-Unis »), il se signale par sa bravoure, est blessé plusieurs fois et atteint le grade de général dans l’Union Army pendant la guerre de Sécession.
Après la guerre, il est officier de cavalerie dans l’US Army ; en poste au Far West, il participe aux guerres indiennes. Il a écrit de nombreux ouvrages dans des domaines très divers.

## Biographie

### Débuts
Brisbin naît en 1837 à Boalsburg dans le comté de Centre en Pennsylvanie.
Il fait ses études à la Boalsburg Academy, et commence à enseigner dès l'obtention de son diplôme. Il achète et fait paraître un journal, le Centre Democrat, à Bellefonte en Pennsylvanie.
Il se lance aussi dans l’étude du droit, et est admis au barreau de l’État de Pennsylvanie. Il est alors connu comme orateur et militant anti-esclavagiste.

### Pendant la guerre de Sécession
Au début de la guerre de Sécession, Brisbin exerce la profession d’avocat. Dès avril 1861, il s’enrôle comme soldat (2e classe) dans les Pennsylvania Volunteers. Le 26 avril 1861, il est nommé sous-lieutenant des dragons.
Brisbin combat le 21 juillet 1861 lors de la première bataille de Bull Run, près de Manassas en Virginie. Il est blessé au flanc et au bras et félicité par ses supérieurs pour son courage pendant la bataille.
Début août 1861, Brisbin est nommé capitaine dans le 6e régiment de cavalerie.
Le 9 juin 1863, pendant la campagne de Gettysburg, à la bataille de Brandy Station en Virginie, Brisbin combat sous les ordres de John Buford : le 6e de cavalerie traverse la Rappahannock à Beverly Ford et charge les canons de l'artillerie montée de Jeb Stuart. Brisbin est blessé de nouveau, et son courage à Beverley Ford lui vaut d’être breveté commandant en juin 1863.
Le 26 juillet 1863, alors qu’il commande la cavalerie fédérale dans le département de la Susquehanna (en), il est blessé de nouveau.
Le 8 avril 1864, Brisbin est encore une fois blessé (au pied droit) lors de la bataille de Mansfield en Louisiane.
Brisbin, nommé colonel le 1er mars 1864, est chargé d’organiser le 1er régiment de cavalerie composé uniquement d'Afro-Américains : il forme en urgence et sans grands moyens le 5e United States Colored Cavalry au Kentucky. Sous le général Stephen G. Burbridge, en octobre 1864, il emmène immédiatement en campagne le 5e USCC à peine constitué : premier raid contre les salines de Saltville, au sud-ouest de la Virginie. L'opération — pendant laquelle les troupes noires font preuve d'une bravoure qui stupéfie les soldats blancs — est un échec qui se solde par le massacre de Saltville : un certain nombre de prisonniers et de blessés afro-américains sont assassinés par des confédérés au lendemain de la bataille. Le deuxième raid contre Saltville, mené en décembre 1864 par George Stoneman, est un succès, et les troupes noires de Brisbin, mieux aguerries, confirment leur valeur lors de la bataille de Marion et de la seconde bataille de Saltville. Le 12 décembre 1864, Brisbin est breveté brigadier général de l'armée de l'Union ; 7 jours plus tard, il est breveté lieutenant-colonel de l’US Army pour son action lors de la bataille de Marion.
En 1865, Brisbin laissera le commandement du 5e United States Colored Cavalry à son adjoint Louis H. Carpenter pour prendre la tête du nouveau 6e United States Colored Cavalry.
Brisbin est chargé de la direction de la cavalerie dans l’état-major du brigadier general Albert L. Lee pendant la campagne de la Red River de mars à mai 1864.
En 1865, il fait partie de l’état-major du major général Stephen G. Burbridge et s’occupe du recrutement au Kentucky.
Le 13 mars 1865, Brisbin reçoit un brevet de major général de l’armée de l'Union, ainsi qu'un brevet de colonel de l’US Army. Le 1er mai (l’armistice a été signé le 9 avril 1865 à Appomatox), Brisbin est promu brigadier général des volontaires.
Brisbin quitte l’armée de l'Union le 15 janvier 1866, mais reste dans l’US Army.

### Après la guerre

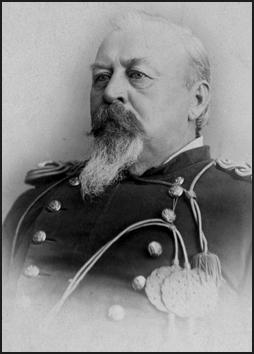
J.S. Brisbin, photo prise après la guerre.

Brisbin se consacre au Bureau des réfugiés, des affranchis et des terres abandonnées, organisation de promotion des Afro-Américains après la guerre de Sécession, et à la formation d’autres régiments des United States Colored Troops (Buffalo Soldiers).
De 1868 à 1892, il sert dans le Nord-Ouest comme officier dans plusieurs régiments de cavalerie : le 2e, le 9e, le 1er et le 8e. La liste de ses affectations est longue : Fort D.A. Russell (Wyoming), Fort Pease sur la Yellowstone River, Boise Barracks, Omaha Barracks, Camp Stambaugh, Fort Ellis, Fort Assiniboine, Fort Keogh, Fort Custer, Fort Niobrara, Fort Robinson, Fort McKinney, et finalement Fort Meade au Dakota du Sud.
Pendant la campagne de Little Bighorn, Brisbin est à la tête du 2e de cavalerie et fait partie de la colonne du Montana du général John Gibbon. Avant l'affrontement avec les Amérindiens, lors du dernier conseil de guerre qui réunit Alfred Terry, Gibbon et George Armstrong Custer, Brisbin offre le soutien du 2e de cavalerie à Custer, mais ce dernier lui répond que son 7e de cavalerie lui suffit pour détruire les Amérindiens.
Après le désastre de Little Bighorn (25-26 juin 1876), Brisbin aurait dit de Custer que c’était « an insufferable ass » (« un insupportable crétin »). Dans sa correspondance, Brisbin critique systématiquement tout ce qu’a fait Custer

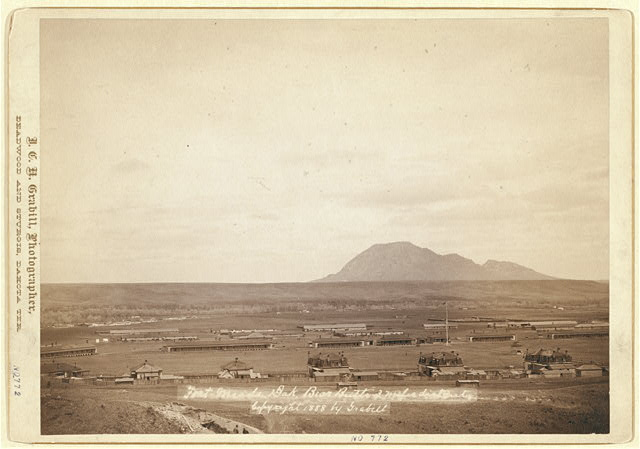
Le gros poste militaire de Fort Meade, Dakota du Sud, en 1888.

En 1882, Brisbin achète un ranch sur la Yellowstone River et le fit valoir avec habileté, ce qui lui valut le surnom de Grasshopper Jimmy (« Jim Sauterelle »). Il s’opposa au mouvement appelé Beef Bonzana (la ruée sur le bœuf), qui poussait les investisseurs à acheter des terres dans l’Ouest pour y élever extensivement des bovins.
Brisbin, alors qu'il est colonel du 8e de cavalerie basé à Fort Meade (Dakota du Sud), meurt le 14 janvier 1892 à Philadelphie. Il est enterré au Oakwood Cemetery de Red Wing (Minnesota).

## Vie privée
Brisbin épousa Mary Jane Wagner au début de la guerre, à la mi-juin 1861. Le couple eut 4 enfants. Mrs Brisbin mourut à Fort Kinney en 1887. Brisbin se remaria en 1891 avec Amelia Wilson, de Red Wing (Minnesota).
Brisbin, ancien enseignant et avocat, écrivit de très nombreux articles et brochures, qu'il envoyait à des journaux de la côte Est. Il écrivit en particulier sur l'Armée, les guerres indiennes, le Far West, le Montana, l'agriculture.

## Sélection de ses travaux
- The Campaign Lives of Ulysses S. Grant and Schuyler Colfax (1869)
- Beldon, the White Chief (1870)
- The Beef Bonanza, or How to Get Rich on the Plains (1881)
- Brisbin's Stories of the Plains (1881)
- Life of President Garfield (1881)
- From the Tow-Path to the White House (1881)
- Trees and Tree Planting (1888)